# Matthias Zurbriggen
Matthias Zurbriggen (15. května 1856 Saas-Fee – 21. června 1917 Ženeva) byl švýcarský horolezec.
Vyrůstal v italské obci Macugnaga pod horou Monte Rosa, kde jeho otec pracoval v dolech. Živil se jako pastevec a nádeník, pak se z něj stal vyhledávaný alpský horský vůdce a zúčastnil se výstupů na Mont Blanc a Matterhorn. V roce 1892 byl zařazen do expedice do Karákóramu, kterou vedl William Martin Conway, na níž překonal výškový rekord 6790 metrů. Dne 14. ledna 1897 vylezl jako první člověk v historii na nejvyšší horu západní polokoule Aconcaguu. Spolu se Stuartem Vinesem podnikl prvovýstup na Tupungato. Na Novém Zélandu byl prvním na vrcholu Mount Tasman a Mount Haidinger a druhým na Mount Cook. Také jako první zdolal pyramidu Silberhorn v Bernských Alpách. Doprovázel Fanny Bullock Workmanovou na himálajské expedici a pomohl jí k dosažení ženského výškového rekordu.
V roce 1906 s horolezectvím skončil. Na sklonku života byl závislý na alkoholu a žil jako tulák, roku 1917 byl nalezen oběšený. Je po něm pojmenováno novozélandské pohoří Zurbriggen Ridge.